# Meioneta gagnei
Meioneta gagnei là một loài nhện trong họ Linyphiidae.
Loài này thuộc chi Meioneta. Meioneta gagnei được Willis J. Gertsch miêu tả năm 1973.